# 중앙동 (청주시)
중앙동(中央洞)은 충청북도 청주시 상당구에 있는 동이다. 청주시의 중앙부에 있는 동으로, 청주시청이 자리잡고 있어서 청주가 읍에서 시로 승격했을 때 중심적인 역할을 한 동이지만 현재는 인구가 많지 않다.

## 역사
- 1897년 충청북도 청주군 북주내면
- 1931년 충청북도 청주군 청주읍
- 1946년 충청북도 청주부 영동·북2·북3가동/수동
- 1949년 충청북도 청주시 영동·북2·북3가동/수동
- 1995년 충청북도 청주시 상당구 영동·북2·북3가동/수동
- 1998년 충청북도 청주시 상당구 중앙동

## 법정동
- 영동(榮洞)
- 수동(壽洞)
- 북문로2가(北門路二街)
- 북문로3가(北門路三街)

## 교육 기관
- 대성여자상업고등학교
- 대성여자중학교
- 청주중학교
- 청주공업고등학교
- 주성초등학교